# رودني هاميلتون
رودني هاميلتون (بالإنجليزية: Rodney Hamilton)‏ مواليد 1975، هو مدرب كرة سلة أمريكي ولاعب سابق. بدأ مسيرته الاحترافية في سنة 1998. يبلغ طوله 5 قدم 9 بوصة (1.8 م). اعتزل اللعب في 2001.

## المسيرة الاحترافية
لعب مع فريبورغ أولمبيك في موسم 1999–2000، ثم لعب مع نادي بوروس لكرة السلة في موسم 2000–2001، ثم لعب مع نادي بودابست هونفيد لكرة السلة في سنة 2001.

## روابط خارجية
- رودني هاميلتون على موقع كرة السلة الأوروبية.كوم (الإنجليزية)
- رودني هاميلتون على موقع كلية كرة السلة في سبورتس رفرنس.كوم (الإنجليزية)